# エレブルー県ランスティング
エレブルー県ランスティング (Örebro läns lanstinget) は、エレブルー県の公衆衛生と医療を主に担当するランスティングである。ランスティング議会(landstingsfullmäktige)の定数は71名。会派は中央の議会に議席を持っている8政党のみで構成されている。第一党はスウェーデン社会民主労働党で、全議席中31議席を占める。
エレブルー県ランスティングにはランスティング議会のもと、執行委員会が設けられており、議会の決定を実行に移す作業をしている。